# Epalpus piceus
Epalpus piceus är en tvåvingeart som först beskrevs av Giglio-tos 1893.  Epalpus piceus ingår i släktet Epalpus och familjen parasitflugor. Inga underarter finns listade i Catalogue of Life.